# Cadena tròfica

Exemples de cadenes tròfiques terrestre i marina.

La cadena tròfica (del grec trophos, alimentar, nodrir) o cadena alimentària descriu el procés de transferència de substàncies nutritives a través de les diferents espècies d'una comunitat biològica, en el qual cadascuna s'alimenta de la precedent i és aliment de la següent. És el corrent d'energia i nutrients que s'estableix entre les diferents espècies d'un ecosistema en relació amb la seva nutrició. Un conjunt de cadenes alimentàries connectades constitueixen una xarxa tròfica quan comprèn la producció i obtenció d'aliments dins d'un ecosistema.
La cadena tròfica inclou les relacions de producció i d’obtenció d’aliments entre les diferents espècies dins d'un ecosistema. Per simplificació, la cadena tròfica és el conjunt de relacions lineals entre un nombre de nivells tròfics, on cadascun obté aliments de l’immediatament inferior i en cedeix a l’immediatament superior. Aquesta simplificació no es produeix gairebé mai en la natura, i les relacions tròfiques entre els diferents organismes d’un ecosistema són força més complexes. Una mateixa espècie sovint pot pertànyer a més d’un nivell tròfic. En aquests casos més complexos, es parla de xarxa tròfica (o xarxa alimentària).

## Baules
En una cadena tròfica, cada baula (nivell tròfic) obté l'energia vital necessària del nivell immediatament anterior; i el productor l'obté a través del procés de fotosíntesi mitjançant el qual transforma l'energia lumínica en energia química, gràcies al sol, aigua i sals minerals. D'aquesta manera, l'energia flueix a través de la cadena de forma lineal i ascendent.
En aquest flux es produeix una gran pèrdua d'energia en cada traspàs d'una baula a una altra, per la qual cosa un nivell de consumidor alt (ex: consumidor terciari) rebrà menys energia que un de baix (ex: consumidor primari).
Donada aquesta condició de flux d'energia, la longitud d'una cadena no va més enllà de consumidor terciari o quaternari.

### Desaparició d'una baula
Una cadena alimentària en sentit estricte, té diversos desavantatges en cas de desaparèixer una baula, englobats en la cascada tròfica:
1. Desapareixeran amb ella les baules posteriors que en depenguin directament, perquè es quedaran sense aliment i sense l'energia necessària per sustentar-se.
2. Es superpoblarà el nivell immediatament anterior, a causa que ja no existeixen els seus depredadors.
3. Es desequilibraran els nivells inferiors i els nivells contigus per la falta de competència entre aquesta espècie i la que compon la baula desapareguda.

## Elements de la cadena tròfica
En una biocenosi o comunitat biològica existeixen:
- Productors primaris, autòtrofs, que utilitzant l'energia solar (fotosíntesi) o reaccions químiques minerals (quimiosíntesi), obtenen l'energia necessària per fabricar matèria orgànica a partir de nutrients inorgànics que prenen de l'aire i del sòl.
- Consumidors, heteròtrofs, que produeixen els seus components a partir de la matèria orgànica procedent d'altres éssers vius. Les espècies consumidores poden ser, si les classifiquem per la modalitat d'explotació del recurs:
  - Depredadors. Organismes que ingereixen el cos de les seves preses, sencer o en part. Aquesta activitat es diu de vegades predació, però és més comuna veure usat aquest terme sol per a l'activitat dels carnívors, és a dir, els consumidors de segon ordre o superior (veure més a baix).
  - Descomponedors o degradadors. Els primers són aquells organismes sapròfits, com a bacteris i fongs, que aprofiten els residus per mitjà de digestió externa seguida d'absorció (osmotrofia). Els detritívors són alguns protists i petits animals, que devoren (fagotrofia) els residus sòlids que troben en el sòl o en els sediments del fons, així com animals grossos que s'alimenten de cadàvers, que és als quals es pot cridar pròpiament carronyers.
  - Paràsits. Els paràsits es diferencien dels depredadors en què no maten als animals que s'alimenten. Poden ser depredats al seu torn, com els paràsits dels grans herbívors africans, que són devorats pels esplugabous i altres espècies similars. També poden tenir els seus propis paràsits, de manera que cada paràsit primari pot ser la base d'una cadena tròfica especial de paràsits de diferents ordres. Els parasitoides són un tipus especial de paràsits, que acaben matant a la seva presa o hoste.
- Si examinem el nivell tròfic més alt dels organismes explotats per una espècie, atribuirem a aquesta un ordre en la cadena de transferències, segons el nombre de termes que hàgim d'explicar des del principi de la cadena:
  - Consumidors primaris, els fitófags o herbívors. Devoren als organismes autòtrofs, principalment plantes o algues, s'alimenten d'ells de forma paràsita, com fan per exemple els pugons, són comensals o simbiontes de plantes, com les abelles, o s'especialitzen a devorar les seves restes mortes, com els àcars oribátidos o els milpiés.
  - Consumidors secundaris, els zoòfags o carnívors, que s'alimenten directament de consumidors primaris, però també els paràsits dels herbívors, com per exemple l'àcar Varroa, que parasita a les abelles melíferes.
  - Consumidors terciaris, els organismes que inclouen de forma habitual consumidors secundaris en la seva font d'aliment. En aquesta baula estan els animals dominants en els ecosistemes, sobre els quals influeixen en una mesura molt superior a la seva contribució, sempre escassa, a la biomassa total. En el cas dels grans animals caçadors, que consumin fins i tot altres depredadors, els correspon ser anomenats superpredadors (o superdepredadors). En ambients terrestres són, per exemple, les aus de presa i els grans felins i cànids. Aquests sempre han estat considerats com una amenaça per als éssers humans, per patir directament la seva predació o per la competència pels recursos de caça, i han estat exterminats de manera, sovint, sistemàtica i portats a l'extinció en molts casos. En aquest capítol entrarien també, a més dels predadors, els paràsits i comensals dels carnívors.
  - En realitat pot haver-hi fins a sis o set nivells tròfics de consumidors, rares vegades més, formant com hem vist no només cadenes basades en la predació o captura directa, sinó en el parasitisme, el mutualisme, el comensalisme o la descomposició.

És de notar, que en moltes espècies diferents, categories d'individus poden tenir diferents maneres de nodrir-se, que en alguns casos les situarien en diferents nivells tròfics. Per exemple les mosques de la família Sarcophagidae, són recol·lectores de nèctar i altres líquids ensucrats durant la seva vida adulta, però mentre són larves la seva alimentació típica és a partir de cadàvers (estan entre els “cucs” que es desenvolupen durant la putrefacció). Els anurs (granotes i gripaus) adults són carnívors, però les seves larves, els capgrossos, roseguen les pedres per obtenir algues. En els mosquits (família Culicidae), tàvecs (família Tabanidae) i d'altres, les femelles són paràsites hematòfagues d'animals, però els mascles empren el seu aparell bucal picador per alimentar-se de matèria vegetal, com a saba.

## Piràmides tròfiques
La piràmide tròfica és una forma especialment abstracta de descriure la circulació d'energia en la biocenosi i la composició d'aquesta. Es basa en la representació desigual dels diferents nivells tròfics en la comunitat biològica, perquè sempre és més l'energia mobilitzada i la biomassa produïda per unitat de temps, com més baix és el nivell tròfic.
- Piràmide d'energia: En teoria, gens limita la quantitat de nivells tròfics que pot sostenir una cadena alimentària no obstant això, hi ha un problema. Només una part de l'energia emmagatzemada en un nivell tròfic passa al següent nivell. Això es deu al fet que els organismes usen gran part de l'energia que consumin per dur a terme els seus processos vitals, com a respiració, moviment i reproducció. La resta de l'energia s'allibera al medi ambient en forma de calor: Només un 10 % de l'energia disponible dins d'un nivell tròfic es transfereix als organismes del següent nivell tròfic. Per exemple un dècim de l'energia solar captada per l'herba acaba emmagatzemada en els teixits de les vaques i altres animals que pasturen. I només un dècim d'aquesta energia, és a dir, 10 % del 10 %, o 1 % en total, es transfereix a les persones que mengen carn de vaca. Per això quants més nivells existeixin entre el productor i el consumidor del nivell més alt en l'ecosistema, menor serà l'energia que quedi de la quantitat original.[6]
- Piràmide de biomassa: la quantitat total de teixit viu dins d'un nivell tròfic es denomina biomassa. La biomassa sol expressar-se en terme de grams de matèria orgànica per àrea unitària. Una piràmide de biomassa representa la quantitat d'aliment potencial disponible per a cada nivell tròfic en un ecosistema.[6]
- Piràmides de nombres: les piràmides ecològiques també poden basar-se en la quantitat d'organismes individuals de cada nivell tròfic. En alguns ecosistemes, com és el cas de la prada, la forma de la piràmide de nombres és igual a les piràmides d'energia i biomassa. No obstant això, no sempre és així. Per exemple, en gairebé tots els boscos hi ha menys productors que consumidors. Un arbre té una gran quantitat d'energia i biomassa, però és un sol organisme. Molts insectes viuen en l'arbre, però tenen menys energia i biomassa. Per ells, la piràmide de nombres de l'ecosistema forestal, no s'assembla en gens a una piràmide normal.[6]

També se sol manifestar aquest fenomen indirectament quan se censen o recompten els individus de cada nivell, però aquí les excepcions són més freqüents i tenen a veure amb les grans diferències de grandària entre els organismes i amb els diferents temps de generació, donant lloc a piràmides invertides. Així en alguns ecosistemes els membres d'un nivell tròfic poden ser molt més voluminosos i/o de cicle vital més llarg que els que depenen d'ells. És el cas que observem per exemple en moltes selves equatorials on els productors primaris són grans arbres i els principals fitòfags són formigues. En un cas així el nombre més petit ho presenta el nivell tròfic més baix. També s'inverteix la piràmide d'efectius quan les biomasses dels membres consecutius són semblants, però el temps de generació és molt més breu en el nivell tròfic inferior; un cas així pot donar-se en ecosistemes aquàtics on els productors primaris són cianobacteris o nanoprotists.

## Relació entre l'energia i els nivells tròfics
En aquesta successió d'etapes en les quals un organisme s'alimenta i és devorat, l'energia flueix des d'un nivell tròfic a un altre. Les plantes verdes o altres organismes que realitzen la fotosíntesi utilitzen l'energia solar per elaborar hidrats de carboni per a les seves pròpies necessitats. La major part d'aquesta energia química es processa en el metabolisme i es perd en forma de calor en la respiració. Les plantes converteixen l'energia restant en biomassa, sobre el sòl com a teixit llenyós i herbaci i sota est com a arrels. Finalment, aquest material, que és energia emmagatzemada, es transfereix al segon nivell tròfic que comprèn els herbívors que pasturen, els descomponedors i els que s'alimenten de detrits.
Si bé, la major part de l'energia assimilada en el segon nivell tròfic es perd de nou en forma de calor en la respiració, una porció es converteix en biomassa. En cada nivell tròfic els organismes converteixen menys energia en biomassa que la que reben. Per tant, quants més passos es produeixin entre el productor i el consumidor final, l'energia que queda disponible és menor.
Rares vegades existeixen més de quatre baules, o cinc nivells, en una xarxa tròfica. Amb el temps, tota l'energia que flueix a través dels nivells tròfics es perd en forma de calor. El procés per mitjà del qual l'energia perd la seva capacitat de generar treball útil es denomina l'entropia.
Les plantes obtenen l'energia directament del Sol per mitjà de la fotosíntesi. Els animals obtenen l'energia a partir de l'aliment que ingereixen, sigui vegetal o animal. Mitjançant la respiració, tant les plantes com els animals aprofiten l'energia, però dissipen part d'ella en forma de calor, que passa al medi extern. Per punt, el flux d'energia que travessa un ecosistema és unidireccional.
Alguns microorganismes transformen la matèria orgànica morta en sals minerals. Les sals són aprofitades pels organismes autòtrofs, i els organismes autòtrofs són ingerits pels heteròtrofs. Després, tant els organismes autòtrofs com els heteròtrofs moren i les seves restes són transformades pels microorganismes, començant de nou el cicle. Així, doncs, la matèria circula en l'ecosistema de manera cíclica.

## Història
Les observacions sobre les cadenes tròfiques han captat l'atenció al llarg de la història humana. Les primeres representacions de les relacions d'alimentació es van publicar al principi del segle xx. És generalment acceptat que els avenços en les recerques de l'ecologia de la xarxa tròfica comencen amb el llibre de Charles Elton, Animal Ecology publicat el 1927, on l'autor obre una discussió i crea els termes: cadena alimentària (food chain) i cicle alimentari (food cycle).
Raymond Lindeman (1942), va observar les relacions tròfiques des d'una perspectiva força diferenciada a la d'Elton. La seva visió es reflecteix en seu article fonamental abonant el vessant dinàmic de l'ecologia a The Trophic Dynamic Aspect of Ecology, mentre que Elton va escriure principalment sobre les interaccions directes entre les espècies (depredador-presa), Lindeman va observar clarament la interacció de les espècies creant un flux d'energia o nutrients).
La proposta de Robert May (1972) s'atribueix al seu article sobre l'estabilitat del sistema tròfic a Will a large complex system be stable?. La seva pregunta senzilla va portar l'ecologia de la xarxa alimentària a una nova era. Anteriorment a les contribucions de May, molts ecologistes sovint es preguntaven si el nombre d'espècies a les comunitats (diversitat) afectava l'estabilitat d'aquestes comunitats.